# 山脇正治
山脇 正治（やまわき まさはる、1885年 - 1959年12月24日）は、東京府出身のアマチュア野球選手、プロ野球監督。

## 来歴・人物
旧制早稲田中学（現・早稲田中学校・高等学校）時代に早稲田大学野球部の創設者である安部磯雄に見いだされ、早稲田大学野球部に入部。捕手として「早稲田のエース」河野安通志を支え、1903年の第一回早慶戦や1905年の米国遠征に参加する。1907年から1910年まで早稲田大学野球部キャプテンを務め、1910年のハワイ遠征を以て大学野球を引退。そのままアメリカに残り、9年後の1919年11月に帰国。
早稲田大学野球部主将時代の1908年11月22日にアメリカ合衆国から米大リーグ選抜チームであるリーチ・オール・アメリカンチームが来日し、戸塚球場で早稲田大学野球部との試合を行った際に、早稲田大学創設者の大隈重信が日本野球史上初となる始球式を行うことになり、早稲田の先頭打者として打席に立った山脇が大隈の投じた一球をわざと空振りしたことが現在に伝わる始球式の形態になっていると言う。
その後スポーツ社交団体である天狗倶楽部の野球部にて活躍。天狗倶楽部には、後に後楽園イーグルス（プロ野球球団大和軍の前身球団）を共に結成する事となる押川清、河野安通志らがいた。

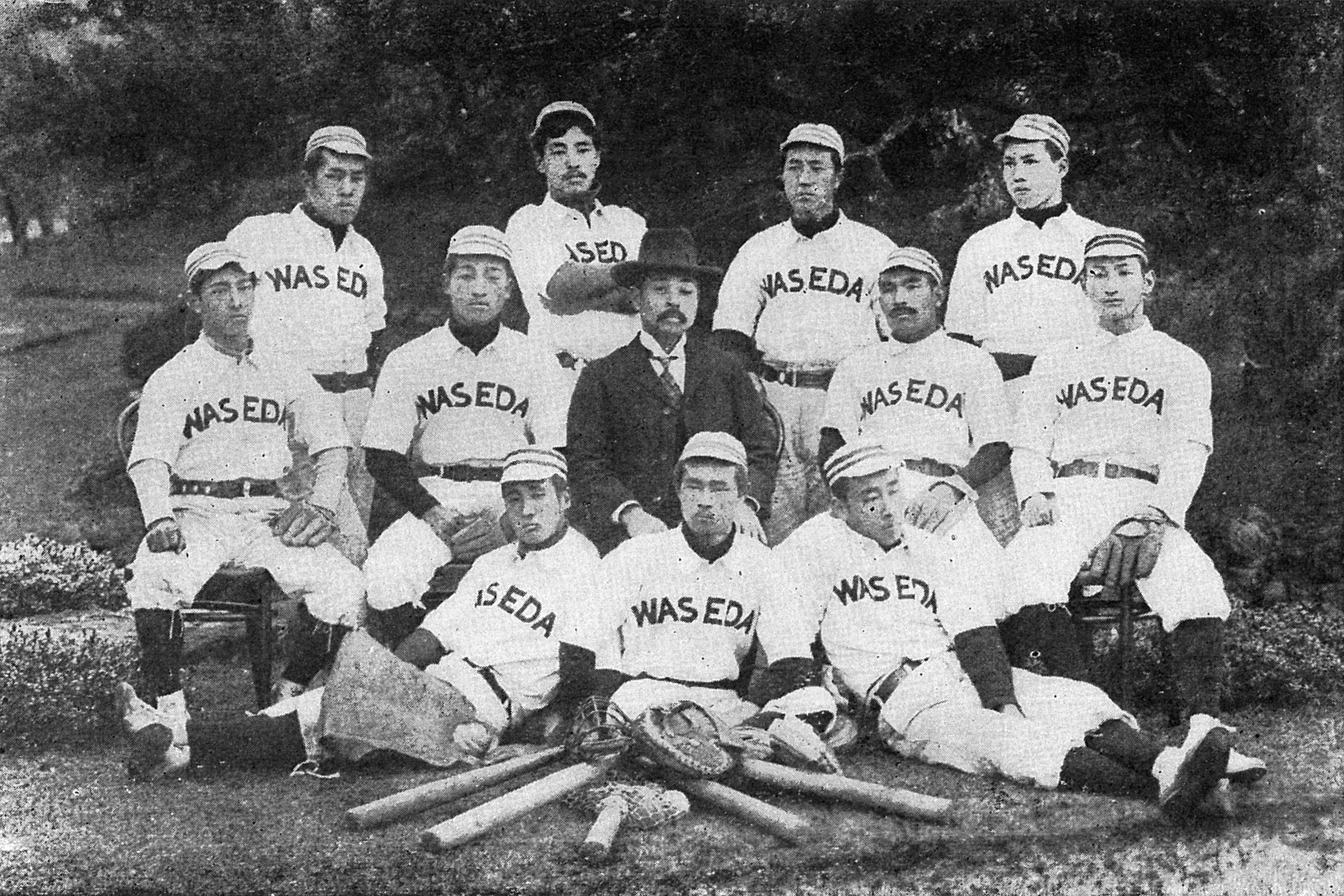
1904年の早稲田大学野球部
（前列左端が山脇正治）

1937年に株式会社　後楽園野球倶楽部（通称：後楽園イーグルス）を押川や河野が結成すると、山脇は常務取締役に就任し、球団経営に携わった。
1939年9月6日に森茂雄の後を継いで、イーグルスの監督（2代目）になった。翌1940年6月9日まで指揮を執り（1940年は総監督。後任の監督は沢東洋男。）、監督としての通算成績は69試合で30勝37敗2分、勝率.448であった。
1959年、東京都大田区の自宅で死去。

## 詳細情報

### 背番号
- なし （1939年 - 1940年）[9]

### 通算監督成績
- 69試合 30勝37敗2分、勝率.448